# Marzagão (Goiás)
Marzagão é um município brasileiro do estado de Goiás. Localiza-se a uma latitude 17º58'53" sul e a uma longitude 48º38'25" oeste, estando a uma altitude de 604 metros. Sua população estimada em 2019 foi de 2 236 habitantes. Possui uma área de 222,428 km².

## História
O povoado de Boa Vista do Marzagão, que hoje é a sede municipal, surgiu na fazenda de mesmo nome no início do século XX, se desenvolvendo rapidamente, pois estava situado na estrada que ligava Caldas Novas a Minas Gerais.
Em 13 de novembro de 1916, graças aos esforços de José Rabelo da Silva e João da Silva Leão, foi criado, dentro de Caldas Novas, o distrito de Boa Vista do Marzagão, por meio da Lei municipal nº 44. Em 30 de março de 1938, o Decreto-Lei estadual nº 557 simplifica o nome do distrito para "Marzagão".
Por meio da Lei estadual nº 336, de 18 de junho de 1949, os distritos de Marzagão e Água Limpa são desmembrados de Caldas Novas para formar o novo município de Marzagão, cuja instalação ocorreu apenas em 1º de janeiro de 1954. Em 1958, o distrito de Água Limpa se torna um novo município.